# 後藤健
後藤 健（ごとう けん、1972年6月1日 - ）は、東北放送社員、同局元ニュースキャスター。

## 略歴・人物
岩手県花巻市出身。岩手県立花巻北高等学校を経て、東北学院大学卒業後の1995年に一般職として東北放送へ入社（同期にアナウンサーの澤知香、小林徹夫）。2005年から2009年までの4年間はイブニング・ニュースTBCのメインキャスターを務めた。